# Piraquê
Piraquê is een gemeente in de Braziliaanse deelstaat Tocantins. De gemeente telt 3.127 inwoners (schatting 2009).
De gemeente grenst aan Araguaína, Araguanã, Carmolândia, Wanderlândia en Xambioá.